# Xyridacma octomaculata
Xyridacma octomaculata là một loài bướm đêm trong họ Geometridae.